# Francisco Tomás y Valiente
Francisco Tomás y Valiente, né à Valence le 8 décembre 1932 et mort à Madrid le 14 février 1996, est un juriste espagnol.
Professeur d'histoire du Droit, magistrat et président du Tribunal constitutionnel, conseiller d'État, académicien de l'Académie royale d'histoire, il meurt assassiné par l'organisation terroriste basque ETA dans son bureau à l'université autonome de Madrid.

## Biographie
Il naît à Valence, fils de José Tomás et d'Otilia Valiente, le 8 décembre 1932.
Il épouse Carmen Lanuza, avec qui il a eu deux filles et deux fils, dont l'avocate pénaliste Carmen Tomás-Valiente Lanuza et le journaliste Quico Tomás-Valiente.
Durant les années 1960 et 1970, il s'oppose activement à la dictature franquiste, notamment à travers des conférences, des articles et des lettres, ainsi qu'en signant des manifestes tels que la « Demande d'autorisation pour une manifestation pacifique en faveur de l'amnistie et des libertés politiques », dans laquelle il apparaît comme le cinquième signataire d'une liste de professeurs d'université.
Il était surveillé par les forces de sécurité du régime. Un témoignage éloquent est le rapport 328, préparé par le Commandement de la Garde Civile de Saragosse le 2 mars 1974, à l'occasion de la conférence « Le Droit à travers l'Histoire » donnée au Collège Universitaire San José de Pignatelli de cette ville, qui, selon les rédacteurs, faisait partie d'une série contre le procès de Burgos. Le rapport, adressé à plusieurs services de renseignement de la dictature, dont le service d'information de la Garde civile (es) (SIGC) de Madrid et un autre de la Ve région militaire (es), ainsi que le gouverneur civil provincial, déclare littéralement que « lors de conversations privées, il a exprimé son opposition à ce processus. Il a proposé d'organiser un hommage à Jiménez de Asúa (…). Politiquement, il est considéré comme ayant une tendance démocrate-chrétienne et une inclination pour le socialisme de Tierno Galván n'est pas exclue. Il ne manque pas une occasion d'attaquer le régime, en particulier la politique universitaire. Il figure par mi les 22 professeurs [catedráticos] de Salamanque qui ont signé cette année universitaire une lettre censurant des dispositions de caractère universitaire. » Concernant la conférence, il est littéralement indiqué et souligné en rouge (comme dans le paragraphe précédent), qu'« on remarque une influence marxiste dans son exposé (quand il parle du droit comme superstructure et tout au long de son exposé) ».
Comme il le signale dans une lettre adressée au rédacteur en chef de l'époque de Diario 16, en août 1994, sa position sans équivoque contre le régime a eu comme conséquences immédiates « le retrait de sa carte [de membre de la faculté] et une procédure disciplinaire » engagée contre lui et les autres professeurs signataires d'une lettre ouverte publiée dans le journal El Adelanto (es) le 27 octobre 1973. Ils y dénoncent la promulgation par le gouvernement de dispositions « au détriment de l’autonomie des universités ».

## Formation
Il réalise ses études pré-universitaires dans sa ville natale, à l'Institut Luis Vives. Il y cotoie le futur professeur de droit commercial Manuel Broseta, avec qui il entretient un lien d'amitié, et qui comme lui sera assassiné par ETA,.
Il est reçu à l'examen d'État du 6 juin 1950 avec une mention bien (notable). La même année, il entame des études de droit à l'université de Valence, qu'il termine avec une mention très bien (sobresaliente) au cours de l'année académique 1954-1955. Cependant, son diplôme ne lui est délivré que le 14 mars 1958, à la suite d'une demande de l'intéressé — qui en avait besoin comme documentation obligatoire pour postuler à un poste de professeur adjoint —, contre des frais de 750 pesetas. Au cours de l'année académique 1955-56, alors qu'il rédige sa thèse de doctorat avec son professeur, le catedrático de Droit processuel Víctor Fairén Guillén (es), il s'inscrit et valide en session ordinaire les cours de doctorat suivants : Droit public romain, Histoire et technique de l'unification du droit maritime, Organisation des Nations Unies, Problèmes processuels du consulat de Valence, Introduction à l'histoire des idées politiques et Anarchisme et socialisme dans l'Espagne contemporaine. Il soutient sa thèse, Estudio histórico jurídico del proceso monitorio según el derecho territorial castellano hasta la ley de enjuiciamiento civil de 5 de octubre de 1955 (« Étude historique et juridique de la procédure d'injonction de payer selon le droit territorial castillan jusqu'à la loi de procédure civile du 5 octobre 1955 ») devant un jury composé de son directeur et de José Santacruz Tejeiro, Adolfo Miaja de la Muela (es) et Josep Maria Font i Rius (es). Il obtient la qualification cum laude et reçoit le prix extraordinaire de doctorat pour l'exercice biennal 1957-1958 le 23 avril 1959. Le Comité de la Faculté autorise la publication d'un extrait de la thèse le 5 juillet 1958 et un résumé est ensuite publié sous la forme d'un long article dans la Revista de Derecho Procesal (1960, n° 1, p. 33-132).

## Carrière universitaire
Il est professeur assistant à la faculté de Droit de Valence pendant l'année académique 1956-1957 et une partie de la suivante.
En 1958, il obtient par concours le poste de professeur adjoint de la chaire d'Histoire du Droit de Valence, dont il prend possession le 23 octobre de la même année et dans laquelle il reste jusqu'au 20 juin 1962.
À cette date, il prend possession du même poste, professeur adjoint d'histoire du Droit, qu'il a remporté par concours à la Faculté de Droit de l'université de Madrid, qu'il occupe pendant près de deux ans.
En 1964, il accède par concours à la chaire d'Histoire du Droit de l'université de La Laguna. La nomination et l'occupation ont eu lieu en mars de la même année. Le 25 mai, un ordre ministériel émanant du ministre de l'Éducation nationale Manuel Lora-Tamayo ratifie sa promotion à la septième catégorie.
Il obtient par mutation la chaire d'Histoire du Droit de Salamanque le 9 octobre suivant, qu'il occupe jusqu'en novembre 1980.
Peu de temps après avoir été nommé juge au Tribunal constitutionnel, le secrétaire général de l'université autonome de Madrid Ignacio Cruz Roche certifie le transfert de Tomás y Valiente vers cet établissement au 1er décembre 1980 par arrêté du ministère de l'Enseignement supérieur et de la Recherche.
Tout au long de sa carrière universitaire, Tomás y Valiente a toujours considéré que l'enseignement était la fonction principale de l'Université, en particulier l'Université publique, ce qui se reflétait de façon évidente sur le plan personnel. D'une part, il est resté étroitement lié à la Faculté même lorsqu'il bénéficiait de dérogations en raison des fonctions élevées qu'il occupait, continuant à enseigner des cours de doctorat jusqu'à ce que son engagement dans celles-ci rende leur régularité impossible, comme cela s'est produit à l'UAM durant les années académiques 1983-84, 1984-85 et 1985-86. Cette activité s'étendait également à des cours de courte durée dans d'autres Universités, comme celui organisé par l'Institut de Criminologie et le Département de Droit Pénal de la Faculté de Droit de l'université de Saint-Jacques-de-Compostelle du 11 au 25 avril 1986, ou la participation et la direction de cours d'été à l'UIMP sur le désamortissement ou le délit et le péché dans l'Espagne baroque. D'autre part, dans la mesure où les programmes le permettaient, il a mis en œuvre des innovations visant à adapter l'enseignement aux besoins et aux demandes sociales, en particulier après son retour à l'université lorsqu'il a quitté le Tribunal constitutionnel en 1992. Alors, il introduit comme matières facultatives ou librement configurables l'Histoire du constitutionnalisme, du droit privé et du droit pénal et procédural.
Son implication en tant que magistrat constitutionnel ne l'a pas empêché de diriger des thèses et parmi ses disciples figurent Benjamín González Alonso, Alicia Fiestas Loza, Salustiano de Dios, María Paz Alonso, Javier Infante, Clara Álvarez Alonso et Marta Lorente Sariñena.

## Autres activités et mérites
Il a donné des conférences sur des sujets spécialisés dans diverses universités espagnoles et étrangères (UNAM, Buenos Aires, Chili, Berlin, Porto, Porto Rico, entre autres) ou, en tant que président du Tribunal constitutionnel, sur la Constitution de 1978 dans divers pays et de nombreuses villes d'Espagne. Il a écrit des articles dans des journaux (El País), des revues de divulgation historique (Historia 16) et des organes d'expression d'associations professionnelles, en particulier de juges.
À partir du 20 janvier 1972, il est membre de l'Institut International d'Histoire du droit indiano. Il est également membre du Conseil de rédaction de l’Anuario de Historia del Derecho Español (« Annuaire d'histoire du droit espagnol ») à partir du 23 octobre 1984 et du Conseil d'administration de cette même revue — créé sur sa proposition en remplacement de la direction individuelle —du 17 décembre de l'année suivante jusqu'à sa mort. À partir de 1981, il dirige la collection du Centro de Estudios Constitucionales (« Centre d'études constitutionnelles » ; aujourd'hui Centro de Estudios Políticos y Constitucionales, « Centre d'études politique et constitutionnelle ») «Clásicos del constitucionalismo español» (« Classiques du constitutionnalisme espagnol »).
Le 14 avril 1989, il est élu académicien de la Real Academia de la Historia, poste dont il prend possession et prononce son discours d'admission le 28 avril 1991.
Il a occupé des postes universitaires et extra-académiques tout au long de sa vie professionnelle. Parmi les premiers figurait celui de vice-doyen de la faculté de Droit de l'université de Salamanque, par élection, au cours de la période triennale 1966-69 et de 1969 à 1972, année de sa démission.
Parmi les seconds, il a été nommé en 1980 l'un des premiers juges du Tribunal constitutionnel, nomination renouvelée en 1983. Il est également élu président de ce même tribunal en 1986, réélu en 1989.
Le 11 septembre 1991, il est nommé membre de la  Commission d'arbitrage de la Conférence de paix sur la Yougoslavie. En décembre 1994, il est élu conseiller d'État, poste qu'il occupait encore lorsqu'il a été assassiné dans son bureau à l'UAM.
Il est docteur honoris causa des universités de Messine et de Salamanque. Il reçoit plusieurs décorations et prix dont le Prix national d'histoire, partagé avec d'autres auteurs, en 1981 pour le livre collectif La era isabelina y el Sexenio Revolucionario (« L'ère isabelline et le Sexennat révolutionnaire »), et comme distinctions honorifiques la médaille du Mérite de première classe décernée par l'ayuntamiento de Salamanque le 10 septembre 1986 et la Haute Distinction de la Généralité valencienne décernée par le président Joan Lerma le 9 octobre 1991.
Il a cependant rejeté, dans une lettre adressée au doyen de la Faculté de droit de l'université de Salamanque, José Luís Martín Zarzo, datée du 12 août 1967, la médaille d'argent de l'ordre du joug et des flèches qui avait été décernée à tous les directeurs de colegios mayores pour avoir dirigé pendant les années 1958, 1959 et une partie de 1960, le Collège Alejandro Salazar lié au SEU (le syndicat d'étudiants unique du franquisme). Malgré ce refus, un certain secteur de la presse espagnole (ABC, Diario 16) l'accusait les 11 et 12 août 1994 d'avoir accepté et, par conséquent, le désignait comme un collaborateur de la dictature. Au sujet de cette calomnie, il exige, dans une lettre adressée au directeur de Diario 16 José Luis Gutiérrez (es), une correction, qui n'a pas eu lieu. Le 2 décembre 1992, il refuse aimablement la médaille d'or de l'Ordre de la Dame d'Elche, invoquant son incorporation à temps plein à l'Université et son désir de s'en tenir exclusivement à son travail d'enseignant et d'éviter toute sorte de publicité.

## Principaux travaux
Les travaux de recherche de Tomás y Valiente s'inscrivent dans une période de changement dans l'orientation des études d'histoire du droit en Espagne, à partir des années 1960 et, surtout, dans les années 1970.
Mené par certains historiens du droit espagnols dont lui-même, ce changement se manifeste principalement à travers une extension de la méthodologie employée et du champ d'étude temporel de la matière d'une part, et d'autre part à travers l'ouverture vers et les contacts avec d'autres zones académiques, notamment celles de l'Allemagne et celle de l'Italie. Lui-même entretenait une étroite amitié avec Paolo Grossi.
En ce sens, il représente une singularité qui commence avec sa thèse, dans la mesure où elle fut dirigée par un spécialiste du droit positif et en raison de son objet d'étude même, celle d'un processus depuis ses origines médiévales jusqu'à l'ère constitutionnelle moderne, absolument inhabituel pour son époque. Sa singularité se manifeste  également dans les sources utilisées, non seulement de caractère normatif mais aussi doctrinal et archivistique.
Il maintient cette orientation lorsqu'il entre définitivement dans le domaine de l'histoire du droit, obtenant le premier poste d'assistant dans les matières sur lesquelles il travaillait. Son choix est influencé par sa conviction que les professeurs d’université, en particulier ceux des sciences humaines, ne devraient jamais être une courroie de transmission du pouvoir, mais devaient maintenir une posture critique, défendre la société contre  lui et contribuer à la formation de bons citoyens.
À cet égard, on peut clairement distinguer deux étapes dans sa production, affectant les thématiques abordées comme la méthode. Bien que les aspects historiques et juridiques se retrouvent tout au long de celle-ci, dans sa première production, depuis ses premiers travaux jusqu'à son entrée dans le Tribunal constitutionnel, c'est la perspective historique prévaut. Un bonne illustration de cela se retrouve des contributions qu’il présente à la chaire de La Laguna : La prisión por deudas en los derechos castellano y aragonés (« L’emprisonnement pour dettes en droit castillan et aragonais », AHDE, XXX, 1969), El perdón de la parte ofendida en el Derecho penal castellano (siglos XVI, XVII y XVIII) (« Le pardon de la partie offensée en droit pénal castillan », AHDE, XXXI-II, 1961-62) et La Diputación de las Cortes de Castilla (1525-1601) (« La Députation des Cortes de Castille », ibidem, 1962).
Il exposa la conception de l'histoire qu'il défendait de manière concise et claire dans les conférences qu'il donna les 4 et 5 décembre 1967, à l'université Internationale de Las Palmas et à la faculté de Droit de La Laguna, invité par Juan Miquel González de Audicana (es) et le doyen de celle-ci, Felipe González Vicén (es).
Avec les titres La fe en el progreso (« La foi dans le progrès ») et Algunas recientes interpretaciones de nuestra más cercana historia (« Quelques interprétations récentes de notre histoire la plus récente »), Tomás y Valiente dénonce la manipulation de l'Histoire par les politiciens dans le même sens que des années plus tard le fera Giovanni Tarello (it) le fera avec « l'utilisation politique de l'Histoire », et il répudie le « silence créateur et l'obéissance mimétique à la consigne politique de l'historiographie espagnole », spécialement jusqu'en 1955.
Il revendique, au contraire, « la nécessité factuelle ou politique d’une interprétation simpliste et orthodoxe de notre passé le plus proche » ainsi qu'« une séparation et une hiérarchie des domaines journalistique, politique et scientifique rigoureux ».
La deuxième étape de son parcours commence avec sa nomination comme juge constitutionnel et son long mandat au Tribunal constitutionnel. S'impose alors une vision clairement juridique de nature positiviste fortement influencée par Hans Kelsen, qui avait déjà été remarquée dans le Manual publié en 1979, très porté vers le Ius commune et le libéralisme du XIXe siècle. À cette étape correspondent des monographies telles que El reparto competencial en la jurisprudencia del Tribunal Constitucional (« La répartition de compétence dans la jurisprudence du Tribunal constitutionnel », 1988) ou Códigos y Constituciones (1808-1978) (« Codes et constitutions (1808-1978) », 1989) mais aussi Martínez Marina historiador del Derecho (« Martínez Marina, historien du droit », discours d'admission à la RAH consacré à Francisco Martínez Marina (en)), (1988), en plus d'une longue série d'articles et autres contributions.
À travers les thèmes qu'il a abordés tout au long de sa vie (le droit pénal, la vente des offices, le désamortissement, l'Inquisition, les études institutionnelles, les validos, la torture en Espagne (es), entre autres), ses productions jouent clairement un rôle de témoin de leur temps, qu'elles ont vocation à éclairer, aussi bien à l'époque de la dictature (validos, droit pénal de la monarchie absolue, torture) que lors de la transition démocratique et de l'étape démocratique, à travers la divulgation de certains aspects constitutionnels.
Au moment où il est assassiné, il travaillait depuis un certain temps sur une histoire de l'État en Espagne.
L'ensemble de sa production est rassemblée dans les Obras completas (Centro de Estudios Políticos y Constitucionales (es), 1997), et peut être consultée sur le portail Dialnet et sur le site web de la bibliothèque de la faculté de Droit de l'UAM.